# Yunguyo de Litoral
Yunguyo de Litoral es un municipio de Bolivia, ubicado en la provincia del Litoral del departamento de Oruro.
La sección municipal fue creada por Ley del 10 de noviembre de 1967, durante el gobierno del presidente René Barrientos Ortuño.

## Geografía
El municipio limita al norte con el municipio de Cruz de Machacamarca, al este con el municipio de Escara, y al oeste y sur con la Sabaya. 
Se encuentra a una altitud de 3.745 m s. n. m. Esta región se caracteriza por tener un clima frío y seco con temperaturas mínimas de -15 °C y máxima de 20 °C. La precipitación pluvial es baja alcanza a 350 mm. y con presencia de heladas.
Su topografía es la característica del altiplano, con serranías y planicies. La fisiografía presenta una sola elevación, el cerro Huayna Cocillave, y una planicie con diversidad de pastos naturales aprovechables para el ganado camélido. Sus recursos hídricos son de bajo caudal, tanto en el río Huayna Jahuira como en el río Yunguyo, además posee dos ojos de agua y vertientes.

## Demografía
De acuerdo con el censo boliviano de 2024, la población del municipio de Yunguyo de Litoral es de 883 habitantes.
La población del municipio aumentó más de nueve veces entre 1992 y 2024:
| Año  | Habitantes (municipio) | Fuente |
| ---- | ---------------------- | ------ |
| 1992 | 92                     | Censo  |
| 2001 | 221                    | Censo  |
| 2012 | 514                    | Censo  |
| 2024 | 883                    | Censo  |

## Economía
Las principales actividades económicas de la población son la ganadería de camélidos, el comercio y una agricultura de subsistencia. Sus principales cultivos son la papa y la quinua, producción que es destinada al consumo familiar, mientras que los principales centros donde son comercializados sus productos son la frontera con Chile y los mercados de la ciudad de Oruro.